# Узурпаторката (теленовела, 2019)
Узурпаторката (на испански: La usurpadora) е мексиканска теленовела, режисирана от Франсиско Франко и Нелиньо Акоста и продуцирана от Кармен Армендарис за Телевиса през 2019 г. Версията, разработена от Лариса Андраде, е римейк на едноименната теленовела от 1998 г., адаптирана от Карлос Ромеро, която е базирана на оригиналната история от Инес Родена. Това е първата теленовела от антологията Фабрика за мечти, която пресъздава големите мексикански теленовели, създадени през 80-те и 90-те години на XX век.
В главните роли са Сандра Ечеверия, изпълняваща две роли – положителна и отрицателна, Андрес Паласиос и Арап Бетке.

## Сюжет
Паола Миранда, първата дама на Мексико, живее в истински ад до най-важния човек в страната президента, Карлос Бернал. Тя отдавна иска да се разведе и създава план, след открива, че е осиновена и има близначка. В плана си тя включва своята близначка, Паулина Дория, която трябва да поеме нейната роля на първа дама, а след това да я убие в деня на мексиканската независимост. По този начин Паола планира да симулира собствената си смърт, за да може да се наслаждава на новия си живот със своя любовник, а също така и да отмъсти на жената, която, според нея, е виновна, че е отделена от биологичната си майка.
Паулина живее в Богота, където има приют за изоставени деца, и се грижи на своята майка. Под фалшиво обещание за дарение, Паулина заминава за Мексико, където е отвлечена от Паола. Когато двете близначки се срещат, Паола изнудва Паулина да узурпира самоличността ѝ за две седмици, в противен случай ще нареди да убият майка ѝ. Ето как Паулина се превръща в Узурпаторката и пристига в президентската резиденция Лос Пинос.
Настъпва Денят на независимостта на Мексико и Паулина оцелява при покушението. Като се има предвид това, Националният разузнавателен център започва да разследва нападението и неговия възможен извършител, мислейки, че президентът е целта; в същото време той моли бившия агент Факундо Нава да проведе паралелно разследване. Паола е разгневена от провала, убива любовника си, с който са на почивка в Бора Бора, и се връща в Мексико, за да заличи следите, които биха отвели разследващите към нея. От друга страна, Паулина намира в ролята на първа дама възможност да изпълнява социална активност.

## Актьори
- Сандра Ечеверия – Паола Миранда / Паулина Дория
- Андрес Паласиос – Карлос Бернал
- Арап Бетке – Факундо Нава
- Даниела Шмит – Хема Видал
- Хуан Мартин Хауреги – Гонсало Сантамария
- Аурора Хил – Тереса
- Хуан Карлос Барето – Мануел Ернандес
- Кета Лават – Пиедад Мехия вдовица де Бернал
- Ана Берта Еспин – Аркадия Ривас де Миранда
- Макарена Ос – Лисет Бернал Миранда
- Херман Брако – Емилио Бернал Миранда
- Вероника Теран – Хуана
- Монсерат Мараньон – Сандра Агилар
- Джошуа Гутиерес – Молина
- Емилио Гереро – Паскуал
- Пако Руеда – Педро
- Рикардо Легисамо – Уилсън
- Лисет Битар – Андреа
- Габриела Самора – Ирене
- Виктория Ернандес – Доня Олга Дория
- Ериберто Мендес – Сантяго Риверол
- Пабло Брачо – Д-р Силва
- Лион Багнис – Диего
- Пиер Луис – Освалдо
- Мартин Сарачо – Орасио
- Клаудия Рамирес – Шефката на Камило
- Родолфо Валдес – Камило

## Премиера
Премиерата на Узурпаторката е на 2 септември 2019 г. по Las Estrellas. Последният 25. епизод е излъчен на 4 октомври 2019 г.

## Продукция
Записите на теленовелата започват на 25 април 2019 г. и приключват през август 2019 г.,

### Локации
Голяма част от историята се развива в президентската резиденция Лос Пинос, за която Телевиса създава имение-реплика във Форум 15 на студиата в Телевиса Сан Анхел. От друга страна, част от първите епизоди на поредицата са записани в Плая дел Кармен и в хотел Маякоба, където е пресъздаден остров Бора Бора във Френска Полинезия. Други локации за някои епизоди са Спа Хостал де ла Лус в град Тепостлан, южно от град Мексико.

## Награди и номинации
Награди TVyNovelas (2020)
| Категория                            | Номинация                                                    | Резултат   |
| ------------------------------------ | ------------------------------------------------------------ | ---------- |
| Най-добра теленовела                 | Кармен Армендарис                                            | Печели     |
| Най-добра актриса в главна роля      | Сандра Ечеверия                                              | Печели     |
| Най-добър актьор в главна роля       | Андрес Паласиос                                              | Номиниран  |
| Най-добра актриса в отрицателна роля | Сандра Ечеверия                                              | Печели     |
| Най-добра първа актриса              | Кета Лават                                                   | Номинирана |
| Най-добър пръв актьор                | Хуан Карлос Барето                                           | Номиниран  |
| Най-добра актриса в поддържаща роля  | Ана Берта Еспин                                              | Номинирана |
| Най-добър актьор в поддържаща роля   | Арап Бетке                                                   | Печели     |
| Най-добър оператор                   | Вивиан Санчес Рос                                            | Печели     |
| Най-добър режисьор                   | Франсиско Франко                                             | Печели     |
| Най-добър сценарий или адаптация     | Лариса Андраде, Фернандо Абрего, Таня Тинахеро и Сария Абреу | Печелят    |
| Любимци на публиката                 |                                                              |            |
| Плесница на годината                 | Паулина към Паола (Сандра Ечеверия)                          | Номинирана |
| Най-красив злодей                    | Арап Бетке                                                   | Номиниран  |
| Най-красив                           | Андрес Паласиос                                              | Номиниран  |
| Най-красива                          | Сандра Ечеверия                                              | Номинирана |
| Любима двойка                        | Сандра Ечеверия и Андрес Паласиос                            | Номинирани |
| Най-красива усмивка                  | Сандра Ечеверия                                              | Номинирана |
| Най-красива усмивка                  | Андрес Паласиос                                              | Номиниран  |
| Най-красив възрастен                 | Хуан Карлос Барето                                           | Номиниран  |
| Най-добър финал                      | Кармен Армендарис                                            | Номинирана |
| Най-добър екип                       | Кармен Армендарис                                            | Номинирана |

## Адаптации
Врху оригиналната история El hogar que me robé от Инес Родена се основават следните адаптации:
- La usurpadora (1972), теленовела, продуцирана за RCTV. С участието на Раул Амундарай и Марина Баура.
- Домът, който откраднах (1981), теленовела, продуцирана от Валентин Пимщейн за Телевиса. С участието на Анхелика Мария и Хуан Ферара.
- La intrusa (1987), теленовела, продуцирана от RCTV. С участието на Мариела Алкала и Виктор Камара.
- Узурпаторката (1998), теленовела, режисирана от Беатрис Шеридан и продуцирана от Салвадор Мехия за Телевиса. С участието на Габриела Спаник и Фернандо Колунга. Теленовелата има безпрецедентен успех както в Мексико (с ежедневен рейтинг от 38.4[23]), така и по света – излъчена е в 125 държави и преведена на 25 езика. Узурпаторката има най-висок рейтинг за сериал в своя жанр в историята на телевизионните сериали.[24].
- Коя си ти? (2012), теленовела, копродукция на RTI Producciones, Телевиса и Univision. С участието на Лаура Кармине и Хулиан Хил.